# Igreja Católica na Letônia
A Igreja Católica na Letônia (em português brasileiro), ou Letónia (português europeu), faz parte da Igreja Católica Romana universal, sob a liderança espiritual do Papa, em Roma. Existem cerca de 476.700 católicos - cerca de 22,7% da população total.

## História
A Igreja Católica está presente na área que agora constitui a Letônia desde que São Canuto IV, em meados do século XI, trouxe o cristianismo à Curlândia e à Livônia e a primeira igreja cristão foi construída 1048 na Curlândia.  O bispo Alberto de Riga e os Irmãos Livônios da Espada foram os primeiros a iniciar a cristianização organizada de todos os povos indígenas no início do século XIII – à época culturas tribais como os curônios, os latgalianos, os livônios, os selonianos e os semigalianos.

### Visita do Papa Francisco

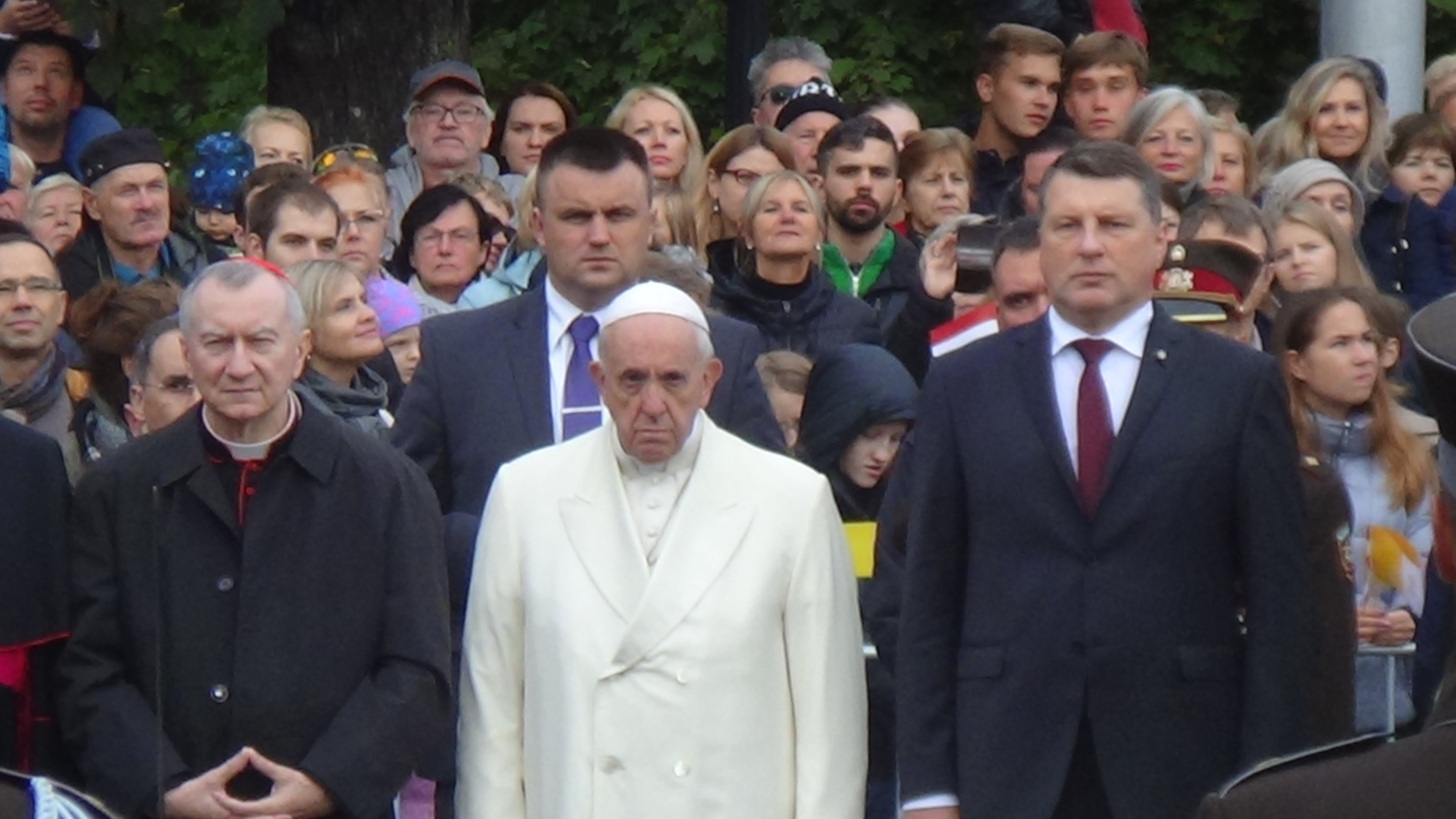
Papa Francisco ao lado do presidente da Letônia, Raimonds Vējonis, em sua visita apostólica ao país.

Após passar pela Lituânia, o Papa Francisco chegou à Letônia no dia 24 de setembro de 2018, em sua viagem apostólica aos países bálticos. É a segunda visita de um pontífice ao país, sendo que a primeira foi de João Paulo II, em 1993. Francisco foi recebido pelo presidente letão, Raimonds Vējonis, e por outras autoridades civis e religiosas, no Aeroporto Internacional de Riga, capital do país. Após a acolhida, o Papa foi levado ao Palácio Presidencial, para uma cerimônia de boas-vindas. O Parlamento letão declarou feriado no dia da visita do pontífice para que todos pudessem participar do evento. A conferência episcopal emitiu uma carta pastoral. Laura, letã e mãe de três filhos, comentou: "Para me preparar melhor, eu me confessei, rezei pelo Papa e estou lendo seus escritos".
O Papa afirmou que se alegra por saber que no coração das raízes da Letônia, "encontra-se a Igreja Católica numa obra de plena colaboração com as outras Igrejas cristãs, sinal de que é possível desenvolver uma comunhão nas diferenças". Também foi frisado o fato do aumento da taxa de natalidade do país, para assegurar a independência e a prosperidade do país. A Letônia atualmente apresenta crescimento populacional negativo, devido à baixa natalidade.
O Evangelho, tal como alimentou a vida do vosso povo, assim hoje pode continuar a abrir estradas para enfrentar os desafios atuais, valorizando as diferenças e sobretudo promovendo a comum-união entre todos.— Discurso do Papa no encontro com autoridades na Letônia
Já em Aglona, na Basílica da Assunção – a mais importante igreja católica do país, fundada por padres dominicanos no ano 1700 –, ele celebrou uma missa, que foi concluída com a citação de que "Maria clama para que todos nos comprometamos a acolher-nos sem discriminações, e todos, na Letônia, saibam que estamos dispostos a privilegiar os mais pobres, a levantar aqueles que caíram e a acolher os outros à medida que chegam e se apresentam diante de nós."
Após, o Papa seguiu viagem para a Estônia.

## Organização territorial
O mais alto cargo da Igreja Católica da Letônia foi alcançado entre 1991 e 2010 pelo Cardeal Arcebispo Jānis Pujats. Em 19 de junho de 2010, o Papa Bento XVI aceitou a aposentadoria do Arcebispo Pujats e nomeou Zbigņevs Stankevičs como seu sucessor.

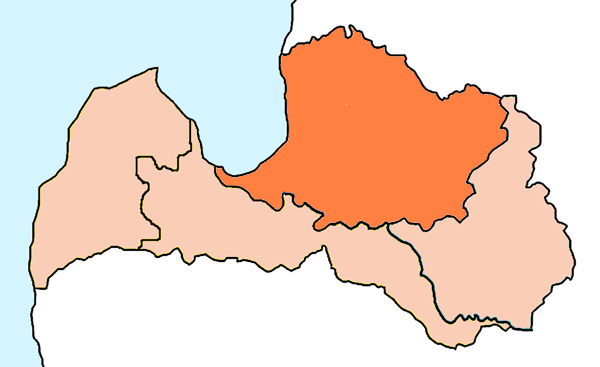
Mapa da divisão territorial da Igreja Católica na Letônia, com destaque para a Arquidiocese de Riga.

A Igreja Católica da Letônia está atualmente dividida em uma arquidiocese e três dioceses:
- Arquidiocese de Riga
  - Diocese de Jelgava
  - Diocese de Liepāja
  - Diocese de Rezekne-Aglona

## Nunciatura apostólica
Em 1922, com a independência dos países bálticos, a Santa Sé erigiu a delegação apostólica da Letônia, da Lituânia e da Estônia. A delegação apostólica da Letônia foi estabelecida em 31 de outubro de 1925, com o breve apostólico De more Romanorum Pontificum, do Papa Pio XI. A delegação foi elevada à nunciatura apostólica em 11 de julho de 1935.
Após a ocupação soviética do país, as relações diplomáticas foram interrompidas, e posteriormente retomadas em 1º de outubro de 1991, após a independência letã.
O atual núncio apostólico para a Letônia é Petar Rajič, desde 6 de agosto de 2019.

## Conferência Episcopal
O episcopado local forma a Conferência Episcopal da Letônia (em letão:  Latvijas Bīskapu konference – LBC). Os estatutos da Conferência foram aprovados pela Santa Sé em 15 de novembro de 1997. Em 29 de junho de 1998, no santuário de Aglona, o arcebispo Jānis Pujats foi eleito primeiro presidente da LBC. Desde 18 de dezembro de 2011 o presidente da conferência é Jānis Bulis.
O LBC é membro do Conselho das Conferências Episcopais da Europa.